# Incanto
Incanto é o 20º (vigésimo) álbum de estúdio do tenor italiano Andrea Bocelli. Foi lançado em 4 de novembro de 2008, pela Decca Records (na Europa) e pela Universal Music (no restante do mundo).
O álbum é um tributo de Bocelli ás tradições musicais da região de Nápoles e as canções gravadas fizeram parte de sua infância. Juntamente com o álbum, foi lançado um DVD de making of em formato de documentário. Incanto vendeu mais de 1 milhão de cópias em todo o mundo em apenas 4 meses após seu lançamento, rendendo a Bocelli um disco de diamante, dois de platina e outros dois de ouro. Foi ainda indicado ao BRIT Classical Award de "Álbum do Ano", no ano seguinte.

## Faixas
| N.º            | Título                                 | Compositor(es)                              | Duração |  |
| 1.             | "Un Amore Cosi Grande"                 | Guido Maria Ferilli, Antonella Maggio       | 4:22    |  |
| 2.             | "'O Surdato 'Nnammurato"               | Aniello Califano, Enrico Cannio             | 2:49    |  |
| 3.             | "Mamma"                                | Cesare Andrea Bixio, Bruno Cherubini        | 3:30    |  |
| 4.             | "Voglio Vivere Cosi"                   | Giovanni D’Anzi, Domenico Titomaglio        | 3:02    |  |
| 5.             | "Santa Lucia"                          | Teodoro Cottrau                             | 4:27    |  |
| 6.             | "Funiculì, Funiculà"                   | Luigi Denza, Peppino Turco                  | 2:31    |  |
| 7.             | "Because"                              | Guy d'Hardelot, Edward Frederick Lockton    | 2:36    |  |
| 8.             | "Vieni Sul Mar!"                       | Aniello Califano                            | 4:37    |  |
| 9.             | "Granada"                              | Agustín Lara                                | 4:12    |  |
| 10.            | "Era De Maggio" (com Anna Bonitatibus) | Mario Costa, Salvatore Giacomo              | 4:57    |  |
| 11.            | "A Marechiare"                         | Salvatore di Giacomo, Francesco Paolo Tosti | 3:14    |  |
| 12.            | "... E Vui Durmiti Ancora"             | Gaetano E. Calì, Giovanni Formisano         | 5:03    |  |
| 13.            | "Non Ti Scordar di Me"                 | Ernesto de Curtis, Domenico Furno           | 3:59    |  |
| 14.            | "Pulcinella"                           | Antonello Cascone, Sergio Cirillo           | 2:46    |  |
| Duração total: | Duração total:                         | Duração total:                              | 52:05   |  |

### Vendas e certificações
| País          | Certificação | Vendas  |
| ------------- | ------------ | ------- |
| Brasil - ABPD | Platina      | 60,000+ |